# Roberts Eidemanis
Roberts Eidemanis (tiếng Nga: Ро́берт Петро́вич Эйдема́н, Robert Petrovich Eideman; 9 tháng 5 năm 1895 – 12 tháng 6 năm 1937) là một chỉ huy quân sự, nhà văn và nhà thơ người Liên Xô gốc Latvia. Bị hành quyết trong Chiến dịch Đại thanh trừng ở Latvia, ông đã được phục hồi trong Thời kỳ tan băng Khrushchyov.

## Những năm đầu
Ông sinh ngày 9 tháng 5 năm 1895 tại Lejasciems, Thành phố Gulbene của Latvia, có cha là người Latvia và mẹ là người Estonia. Thuở nhỏ, ông học ở Valkas. Năm 1913, ông xuất bản truyện “Gia đình miền núi”.
Sau khi tốt nghiệp ra trường vào mùa thu năm 1914, Eidemanis vào Học viện Lâm nghiệp Petrograd. Trong thời gian này, ông bắt đầu hoạt động trong các nhóm cách mạng xã hội chủ nghĩa.

## Hoạt động cách mạng
Trong Thế chiến thứ nhất, năm 1916, Eidemanis được đưa vào quân đội của Đế quốc Nga và được gửi đến trường quân sự Kiev, sau đó ông được bổ nhiệm làm sĩ quan sơ cấp của Trung đoàn súng trường Siberia. Sau Cách mạng Tháng Hai, vào tháng 3 năm 1917, Eidemanis trở thành thành viên của Đảng Bolshevik . Ông là một trong những người tổ chức cuộc đảo chính Bolshevik ở Siberia, sau đó ông làm việc trong Hội đồng Đại biểu Quân nhân Công nhân Kansk. Tại Đại hội Xô viết Siberia đầu tiên, ông được bầu làm thành viên Ban Chấp hành Trung ương Siberia và phó chủ tịch. Sau đó ông là thành viên của Quốc hội lập hiến năm 1918.

## Sự nghiệp Hồng quân
Tháng 12 năm 1917, ông tham gia trấn áp cuộc nổi dậy của những người buôn lậu ở Irkutsk. Tháng 5 năm 1918, ông chỉ huy các trận chiến chống lại quân đoàn Tiệp Khắc ở vùng Omsk, và sau đó chỉ huy một số đơn vị du kích Siberia. Đầu năm 1919, Eidemanis chỉ huy Sư đoàn súng trường 16 trên Mặt trận Don trong trận chiến chống lại tướng Krasnov, sau đó với tư cách là chỉ huy của Sư đoàn 41, sau này là Sư đoàn súng trường 46, ông chiến đấu chống lại quân của Anton Denikin. Năm 1920, Eidemanis chỉ huy Tập đoàn quân 13 trong trận chiến chống lại quân của Pyotr Wrangel. Tập đoàn quân dưới sự chỉ huy của ông đóng vai trò quyết định trong việc bảo vệ chìa khóa Krym, đầu cầu Kakhovka. Năm 1921, Eidemanis được bổ nhiệm làm phó tư lệnh chiến trường Ukraina và Krym. Tại đây, cùng với Mikhail Frunze, ông lãnh đạo cuộc chiến đấu chống lại các đơn vị của Nestor Makhno ở Ukraina.
Sau khi cuộc nội chiến kết thúc năm 1924, ông được bổ nhiệm làm tư lệnh Quân khu Siberia, và từ năm 1925 đến năm 1932, Eidemanis làm người đứng đầu và ủy viên Học viện Quân sự Frunze. Năm 1932, Eidemanis trở thành thành viên của Hội đồng Quân sự Cách mạng và là Chủ tịch Hội đồng Trung ương của tổ chức bán quân sự Osaviakhim.

## Hoạt động văn học
Bắt đầu từ năm 1925, ông đã cho xuất bản một số tác phẩm văn xuôi và hoạt động tích cực trong tổ chức giáo dục và văn hóa Latvia "Prometeys". Ông là Chủ tịch Cục Nhà văn Trung ương Latvia và năm 1934, ông được kết nạp vào Hội Nhà văn Liên Xô.

## Bắt giữ, hành quyết và cải tạo

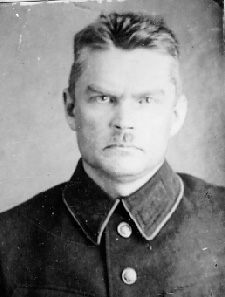
Eideman sau khi bị NKVD bắt giữ

Eidemanis bị bắt vào ngày 22 tháng 5 năm 1937, trong Hội nghị Đảng Moskva. Bị tra tấn, ông bị buộc phải thừa nhận có tham gia vào một âm mưu quân phiệt và tổ chức ngầm của Latvia. Ông là một trong những bị cáo trong Vụ án Tổ chức quân sự chống Liên Xô theo chủ nghĩa Trotsky cùng với Nguyên soái Mikhail Tukhachevsky.
Ngày 11 tháng 6, tại một phiên tòa đặc biệt của Tòa án Tối cao Liên Xô, ông bị kết án tử hình. Ông bị xử bắn vào ngày 12 tháng 6 tại Moskva cùng với Tukhachevsky, Iona Yakir, Ieronim Uborevich và một số chỉ huy quân sự cao cấp khác. Thi thể của ông được hỏa táng bí mật tại Nghĩa trang Don ở Moskva và chôn trong một ngôi mộ tập thể.
Sau cái chết của Stalin, Eidemanis được phục hồi vào năm 1957.

## Giải thưởng
- Huân chương Cờ đỏ (1920, 1922)
- Huân chương Sao Đỏ

## Văn xuôi
- Kalnaj-dsimt (Gia đình miền núi) 1913
- Một tháng ba không thể ngăn cản (1925)
- Bao vây (1925)
- Cuộc nổi dậy của đá (1929)
- Những câu chuyện về thị trấn (1926)
- Nhiệm vụ (1926)
- Hãy tiếp tục tấn công (1930)
- Đoàn tụ (1935)
- Trước cơn bão (1935)

## Chuyên khảo kỹ thuật quân sự
- Cuộc chiến chống lại cuộc nổi loạn và cướp bóc của Kulak. Kharkov, 1921 (Cīņa ar kulaku sacelšanos un bandītismu)
- Nguồn của chủ nghĩa Ataman và thổ phỉ. Kharkov. 1921 (Atamanisma un bandītisma avoti)
- Quân đội năm 1917 M.-L. , Đi. Ed. 1927. 107 trang (Armija 1917 gadā) đồng tác giả Melikov
- Nội chiến ở Ukraine. Kharkov. 1928 (Pilsoņu karš Ukrainā) đồng tác giả Kakurin